# Coupe de France de rugby à XIII 2002-2003
Navigation
Édition précédente Édition suivante
La Coupe de France de rugby à XIII 2003 est organisée durant la saison 2002-2003. La compétition à élimination directe met aux prises des clubs français. L'édition est remportée par Villeneuve-sur-Lot.

## Phase finale
|  | Huitièmes de finale      | Huitièmes de finale      | Huitièmes de finale        | Huitièmes de finale      |                          |                          | Quarts de finale             | Quarts de finale             | Quarts de finale             | Quarts de finale             |  |  | Demi-finales                    | Demi-finales                    | Demi-finales                    | Demi-finales                    |  |  | Finale                          | Finale                          | Finale                          | Finale                          |
|  |                          |                          |                            |                          |                          |                          |                              |                              |                              |                              |  |  |                                 |                                 |                                 |                                 |  |  |                                 |                                 |                                 |                                 |
|  | Le 16 février 2003       | Le 16 février 2003       | Le 16 février 2003         | Le 16 février 2003       |                          |                          | Le 9 mars 2003 à Carcassonne | Le 9 mars 2003 à Carcassonne | Le 9 mars 2003 à Carcassonne | Le 9 mars 2003 à Carcassonne |  |  | Le 23 mars 2003 à Saint-Gaudens | Le 23 mars 2003 à Saint-Gaudens | Le 23 mars 2003 à Saint-Gaudens | Le 23 mars 2003 à Saint-Gaudens |  |  | Stade Albert-Domec, Carcassonne | Stade Albert-Domec, Carcassonne | Stade Albert-Domec, Carcassonne | Stade Albert-Domec, Carcassonne |
|  | Villeneuve-sur-Lot       | Villeneuve-sur-Lot       | 90                         | 90                       |                          |                          | Le 9 mars 2003 à Carcassonne | Le 9 mars 2003 à Carcassonne | Le 9 mars 2003 à Carcassonne | Le 9 mars 2003 à Carcassonne |  |  | Le 23 mars 2003 à Saint-Gaudens | Le 23 mars 2003 à Saint-Gaudens | Le 23 mars 2003 à Saint-Gaudens | Le 23 mars 2003 à Saint-Gaudens |  |  | Stade Albert-Domec, Carcassonne | Stade Albert-Domec, Carcassonne | Stade Albert-Domec, Carcassonne | Stade Albert-Domec, Carcassonne |
|  | Villeneuve-sur-Lot       | Villeneuve-sur-Lot       | 90                         | 90                       |                          |                          | Le 9 mars 2003 à Carcassonne | Le 9 mars 2003 à Carcassonne | Le 9 mars 2003 à Carcassonne | Le 9 mars 2003 à Carcassonne |  |  | Le 23 mars 2003 à Saint-Gaudens | Le 23 mars 2003 à Saint-Gaudens | Le 23 mars 2003 à Saint-Gaudens | Le 23 mars 2003 à Saint-Gaudens |  |  | Stade Albert-Domec, Carcassonne | Stade Albert-Domec, Carcassonne | Stade Albert-Domec, Carcassonne | Stade Albert-Domec, Carcassonne |
|  | Palau                    | Palau                    | 1                          | 1                        |                          |                          | Le 9 mars 2003 à Carcassonne | Le 9 mars 2003 à Carcassonne | Le 9 mars 2003 à Carcassonne | Le 9 mars 2003 à Carcassonne |  |  | Le 23 mars 2003 à Saint-Gaudens | Le 23 mars 2003 à Saint-Gaudens | Le 23 mars 2003 à Saint-Gaudens | Le 23 mars 2003 à Saint-Gaudens |  |  | Stade Albert-Domec, Carcassonne | Stade Albert-Domec, Carcassonne | Stade Albert-Domec, Carcassonne | Stade Albert-Domec, Carcassonne |
|  | Palau                    | Palau                    | 1                          | 1                        | Villeneuve-sur-Lot       | Villeneuve-sur-Lot       | 32                           | 32                           |                              |                              |  |  | Le 23 mars 2003 à Saint-Gaudens | Le 23 mars 2003 à Saint-Gaudens | Le 23 mars 2003 à Saint-Gaudens | Le 23 mars 2003 à Saint-Gaudens |  |  | Stade Albert-Domec, Carcassonne | Stade Albert-Domec, Carcassonne | Stade Albert-Domec, Carcassonne | Stade Albert-Domec, Carcassonne |
|  | Le 16 février 2003       |                          |                            |                          | Villeneuve-sur-Lot       | Villeneuve-sur-Lot       | 32                           | 32                           |                              |                              |  |  | Le 23 mars 2003 à Saint-Gaudens | Le 23 mars 2003 à Saint-Gaudens | Le 23 mars 2003 à Saint-Gaudens | Le 23 mars 2003 à Saint-Gaudens |  |  | Stade Albert-Domec, Carcassonne | Stade Albert-Domec, Carcassonne | Stade Albert-Domec, Carcassonne | Stade Albert-Domec, Carcassonne |
|  |                          |                          | Lézignan                   | Lézignan                 | 20                       | 20                       |                              |                              |                              |                              |  |  | Le 23 mars 2003 à Saint-Gaudens | Le 23 mars 2003 à Saint-Gaudens | Le 23 mars 2003 à Saint-Gaudens | Le 23 mars 2003 à Saint-Gaudens |  |  | Stade Albert-Domec, Carcassonne | Stade Albert-Domec, Carcassonne | Stade Albert-Domec, Carcassonne | Stade Albert-Domec, Carcassonne |
|  | Lézignan                 | Lézignan                 | Lézignan                   | Lézignan                 | 20                       | 20                       | 28                           | 28                           |                              |                              |  |  | Le 23 mars 2003 à Saint-Gaudens | Le 23 mars 2003 à Saint-Gaudens | Le 23 mars 2003 à Saint-Gaudens | Le 23 mars 2003 à Saint-Gaudens |  |  | Stade Albert-Domec, Carcassonne | Stade Albert-Domec, Carcassonne | Stade Albert-Domec, Carcassonne | Stade Albert-Domec, Carcassonne |
|  | Lézignan                 | Lézignan                 | Le 9 mars 2003 à Albi      |                          |                          |                          | 28                           | 28                           |                              |                              |  |  | Le 23 mars 2003 à Saint-Gaudens | Le 23 mars 2003 à Saint-Gaudens | Le 23 mars 2003 à Saint-Gaudens | Le 23 mars 2003 à Saint-Gaudens |  |  | Stade Albert-Domec, Carcassonne | Stade Albert-Domec, Carcassonne | Stade Albert-Domec, Carcassonne | Stade Albert-Domec, Carcassonne |
|  | Carcassonne              | Carcassonne              | 10                         | 10                       |                          |                          |                              |                              |                              |                              |  |  | Le 23 mars 2003 à Saint-Gaudens | Le 23 mars 2003 à Saint-Gaudens | Le 23 mars 2003 à Saint-Gaudens | Le 23 mars 2003 à Saint-Gaudens |  |  | Stade Albert-Domec, Carcassonne | Stade Albert-Domec, Carcassonne | Stade Albert-Domec, Carcassonne | Stade Albert-Domec, Carcassonne |
|  | Carcassonne              | Carcassonne              | 10                         | 10                       | Villeneuve-sur-Lot       | Villeneuve-sur-Lot       | 36                           | 36                           |                              |                              |  |  |                                 |                                 |                                 |                                 |  |  | Stade Albert-Domec, Carcassonne | Stade Albert-Domec, Carcassonne | Stade Albert-Domec, Carcassonne | Stade Albert-Domec, Carcassonne |
|  | Le 16 février 2003       |                          |                            |                          | Villeneuve-sur-Lot       | Villeneuve-sur-Lot       | 36                           | 36                           |                              |                              |  |  |                                 |                                 |                                 |                                 |  |  | Stade Albert-Domec, Carcassonne | Stade Albert-Domec, Carcassonne | Stade Albert-Domec, Carcassonne | Stade Albert-Domec, Carcassonne |
|  |                          |                          | Union Treiziste Catalane   | Union Treiziste Catalane | 24                       | 24                       |                              |                              |                              |                              |  |  |                                 |                                 |                                 |                                 |  |  | Stade Albert-Domec, Carcassonne | Stade Albert-Domec, Carcassonne | Stade Albert-Domec, Carcassonne | Stade Albert-Domec, Carcassonne |
|  | Union Treiziste Catalane | Union Treiziste Catalane | Union Treiziste Catalane   | Union Treiziste Catalane | 24                       | 24                       | 33                           | 33                           |                              |                              |  |  |                                 |                                 |                                 |                                 |  |  | Stade Albert-Domec, Carcassonne | Stade Albert-Domec, Carcassonne | Stade Albert-Domec, Carcassonne | Stade Albert-Domec, Carcassonne |
|  | Union Treiziste Catalane | Union Treiziste Catalane | Le 23 mars 2003 à Lézignan |                          |                          |                          | 33                           | 33                           |                              |                              |  |  |                                 |                                 |                                 |                                 |  |  | Stade Albert-Domec, Carcassonne | Stade Albert-Domec, Carcassonne | Stade Albert-Domec, Carcassonne | Stade Albert-Domec, Carcassonne |
|  | Limoux                   | Limoux                   | 21                         | 21                       |                          |                          |                              |                              |                              |                              |  |  |                                 |                                 |                                 |                                 |  |  | Stade Albert-Domec, Carcassonne | Stade Albert-Domec, Carcassonne | Stade Albert-Domec, Carcassonne | Stade Albert-Domec, Carcassonne |
|  | Limoux                   | Limoux                   | 21                         | 21                       | Union Treiziste Catalane | Union Treiziste Catalane | 31                           | 31                           |                              |                              |  |  |                                 |                                 |                                 |                                 |  |  | Stade Albert-Domec, Carcassonne | Stade Albert-Domec, Carcassonne | Stade Albert-Domec, Carcassonne | Stade Albert-Domec, Carcassonne |
|  | Le 16 février 2003       |                          |                            |                          | Union Treiziste Catalane | Union Treiziste Catalane | 31                           | 31                           |                              |                              |  |  |                                 |                                 |                                 |                                 |  |  | Stade Albert-Domec, Carcassonne | Stade Albert-Domec, Carcassonne | Stade Albert-Domec, Carcassonne | Stade Albert-Domec, Carcassonne |
|  |                          |                          | Villefranche               | Villefranche             | 10                       | 10                       |                              |                              |                              |                              |  |  |                                 |                                 |                                 |                                 |  |  | Stade Albert-Domec, Carcassonne | Stade Albert-Domec, Carcassonne | Stade Albert-Domec, Carcassonne | Stade Albert-Domec, Carcassonne |
|  | Villefranche             | Villefranche             | Villefranche               | Villefranche             | 10                       | 10                       | 38                           | 38                           |                              |                              |  |  |                                 |                                 |                                 |                                 |  |  | Stade Albert-Domec, Carcassonne | Stade Albert-Domec, Carcassonne | Stade Albert-Domec, Carcassonne | Stade Albert-Domec, Carcassonne |
|  | Villefranche             | Villefranche             | Le 9 mars 2003 à Cahors    |                          |                          |                          | 38                           | 38                           |                              |                              |  |  |                                 |                                 |                                 |                                 |  |  | Stade Albert-Domec, Carcassonne | Stade Albert-Domec, Carcassonne | Stade Albert-Domec, Carcassonne | Stade Albert-Domec, Carcassonne |
|  | Roanne                   | Roanne                   | 10                         | 10                       |                          |                          |                              |                              |                              |                              |  |  |                                 |                                 |                                 |                                 |  |  | Stade Albert-Domec, Carcassonne | Stade Albert-Domec, Carcassonne | Stade Albert-Domec, Carcassonne | Stade Albert-Domec, Carcassonne |
|  | Roanne                   | Roanne                   | 10                         | 10                       | Villeneuve-sur-Lot       | Villeneuve-sur-Lot       | 16                           | 16                           |                              |                              |  |  |                                 |                                 |                                 |                                 |  |  |                                 |                                 |                                 |                                 |
|  | Le 16 février 2003       |                          |                            |                          | Villeneuve-sur-Lot       | Villeneuve-sur-Lot       | 16                           | 16                           |                              |                              |  |  |                                 |                                 |                                 |                                 |  |  |                                 |                                 |                                 |                                 |
|  |                          |                          | Pia                        | Pia                      | 14                       | 14                       |                              |                              |                              |                              |  |  |                                 |                                 |                                 |                                 |  |  |                                 |                                 |                                 |                                 |
|  | Pia                      | Pia                      | Pia                        | Pia                      | 14                       | 14                       | 40                           | 40                           |                              |                              |  |  |                                 |                                 |                                 |                                 |  |  |                                 |                                 |                                 |                                 |
|  | Pia                      | Pia                      |                            |                          |                          |                          |                              | 40                           |                              |                              |  |  |                                 |                                 |                                 |                                 |  |  |                                 |                                 |                                 |                                 |
|  | Saint-Gaudens            | Saint-Gaudens            | 20                         | 20                       |                          |                          |                              |                              |                              |                              |  |  |                                 |                                 |                                 |                                 |  |  |                                 |                                 |                                 |                                 |
|  | Saint-Gaudens            | Saint-Gaudens            | 20                         | 20                       | Pia                      | Pia                      | 34                           | 34                           |                              |                              |  |  |                                 |                                 |                                 |                                 |  |  |                                 |                                 |                                 |                                 |
|  | Le 16 février 2003       |                          |                            |                          | Pia                      | Pia                      | 34                           | 34                           |                              |                              |  |  |                                 |                                 |                                 |                                 |  |  |                                 |                                 |                                 |                                 |
|  |                          |                          | Sainte-Livrade             | Sainte-Livrade           | 8                        | 8                        |                              |                              |                              |                              |  |  |                                 |                                 |                                 |                                 |  |  |                                 |                                 |                                 |                                 |
|  | Sainte-Livrade           | Sainte-Livrade           | Sainte-Livrade             | Sainte-Livrade           | 8                        | 8                        | 48                           | 48                           |                              |                              |  |  |                                 |                                 |                                 |                                 |  |  |                                 |                                 |                                 |                                 |
|  | Sainte-Livrade           | Sainte-Livrade           | Le 8 mars 2003 à Pia       |                          |                          |                          | 48                           | 48                           |                              |                              |  |  |                                 |                                 |                                 |                                 |  |  |                                 |                                 |                                 |                                 |
|  | Châtillon                | Châtillon                | 26                         | 26                       |                          |                          |                              |                              |                              |                              |  |  |                                 |                                 |                                 |                                 |  |  |                                 |                                 |                                 |                                 |
|  | Châtillon                | Châtillon                | 26                         | 26                       | Pia                      | Pia                      | 28                           | 28                           |                              |                              |  |  |                                 |                                 |                                 |                                 |  |  |                                 |                                 |                                 |                                 |
|  | Le 16 février 2003       |                          |                            |                          | Pia                      | Pia                      | 28                           | 28                           |                              |                              |  |  |                                 |                                 |                                 |                                 |  |  |                                 |                                 |                                 |                                 |
|  |                          |                          | Toulouse                   | Toulouse                 | 26                       | 26                       |                              |                              |                              |                              |  |  |                                 |                                 |                                 |                                 |  |  |                                 |                                 |                                 |                                 |
|  | Toulouse                 | Toulouse                 | Toulouse                   | Toulouse                 | 26                       | 26                       | 38                           | 38                           |                              |                              |  |  |                                 |                                 |                                 |                                 |  |  |                                 |                                 |                                 |                                 |
|  | Toulouse                 | Toulouse                 |                            |                          |                          |                          |                              | 38                           |                              |                              |  |  |                                 |                                 |                                 |                                 |  |  |                                 |                                 |                                 |                                 |
|  | Lyon-Villeurbanne        | Lyon-Villeurbanne        | 4                          | 4                        |                          |                          |                              |                              |                              |                              |  |  |                                 |                                 |                                 |                                 |  |  |                                 |                                 |                                 |                                 |
|  | Lyon-Villeurbanne        | Lyon-Villeurbanne        | 4                          | 4                        | Toulouse                 | Toulouse                 | 32                           | 32                           |                              |                              |  |  |                                 |                                 |                                 |                                 |  |  |                                 |                                 |                                 |                                 |
|  | Le 16 février 2003       |                          |                            |                          | Toulouse                 | Toulouse                 | 32                           | 32                           |                              |                              |  |  |                                 |                                 |                                 |                                 |  |  |                                 |                                 |                                 |                                 |
|  |                          |                          | Carpentras                 | Carpentras               | 20                       | 20                       |                              |                              |                              |                              |  |  |                                 |                                 |                                 |                                 |  |  |                                 |                                 |                                 |                                 |
|  | Carpentras               | Carpentras               | Carpentras                 | Carpentras               | 20                       | 20                       | 24                           | 24                           |                              |                              |  |  |                                 |                                 |                                 |                                 |  |  |                                 |                                 |                                 |                                 |
|  | Carpentras               | Carpentras               |                            |                          |                          |                          |                              | 24                           |                              |                              |  |  |                                 |                                 |                                 |                                 |  |  |                                 |                                 |                                 |                                 |
|  | Réalmont                 | Réalmont                 | 12                         | 12                       |                          |                          |                              |                              |                              |                              |  |  |                                 |                                 |                                 |                                 |  |  |                                 |                                 |                                 |                                 |
|  | Réalmont                 | Réalmont                 | 12                         | 12                       |                          |                          |                              |                              |                              |                              |  |  |                                 |                                 |                                 |                                 |  |  |                                 |                                 |                                 |                                 |
|  |                          |                          |                            |                          |                          |                          |                              |                              |                              |                              |  |  |                                 |                                 |                                 |                                 |  |  |                                 |                                 |                                 |                                 |

## Finale
(mt : 6 - 8)
Points marqués : 
- Villeneuve-sur-Lot : 3 essais de Banquet (24e et 42e) et Fakir (75e) ; 1 transformation de Rinaldi (75e) ; 1 pénalité de Banquet (3e).
- Pia : 2 essais de Field (27e) et O'Reilly (51e) ; 1 transformation de Terrano (51e) ; 1 pénalité de Terrano (32e).

Évolution du score : 2-0, 6-0, 6-6, 6-8 (mi-temps), 10-8, 10-14, 16-14.
Arbitre : M. Jean-Pierre Boulagnon
Spectateurs : 7 000
Composition des équipes :
- Villeneuve-sur-Lot  : Frédéric Banquet - Mickaël Van Snick, Jason Webber, Jérôme Hermet, Olivier Charles - (o) David Despin (cap.), (m) Julien Rinaldi - Quentin Pongia, Tim Ryan , Romain Gagliazzo, Artie Shead, Jamal Fakir, Vincent Wulf - Pierre Sabatié, Laurent Carrasco, Phillip Shead, Sébastien Gauffre - Entraîneur : Jean-Luc Albert
- Pia : Sébastien Terrado - Patrick Noguera, Florian Chaubet, Lawrence Raleigh, Eric Van Brussel - (o) Tom O’Reilly, (m) Craig Field - Karl Jaavuo (cap.), Christophe Vela, Tim Madison, Tevita Liava’a, Mattieu Ambert, Mathieu Julia - Emmanuel Bansept, Franck Rovira, Yannick Brousse, Omar Loukili - Entraîneur : Craig Field.